# Конан (стрипови)
Конан, стрип серијал о Конану Сумеријанцу, литерарном јунаку "петпарачких романа" америчког писца Роберта Ервина Хауарда из тридесетих година 20. века. Стрип се објављује без прекида од 1970. године до данас, а постоје два стрип серијала под називом „Конан": један у издању куће Марвел комикс и други у издању Дарк хорс комикса.

## Марвел комикс
Издавачка кућа Марвел комикс започела је 1970. године. са објављивањем стрип-свезака о Конану под називом Конан варварин.  Сценариста је био Рој Томас, а цртач Бари Виндзор-Смит. После неколико бројева, Смита замењује Џон Бјусема док је Рој Томас остао на месту сценаристе дуже време. Остали сценаристи били су Џон Марк Дематис, Брус Џоунс, Мајкл Флајшер, Даг Менч, Џим Оузли, Алан Зеленц, Чак Диксон и Дон Крар. На стрипу се изменио велик број цртача, а међу њима су најзначајнији Ерни Чан, Алфредо Алкала, Гил Кејн, Рафаел Кајанан, Мајк Докерти, Вал Семикс и Гари Квапис. 